# Fiandra (tessuto)
La fiandra è un pregiato tessuto operato monocolore e di mano asciutta.
Il nome viene dalla regione delle Fiandre dove veniva storicamente prodotto con il lino. La lavorazione complessa unita al materiale pregiato ne faceva un prodotto di lusso esportato in tutta Europa. La produzione industriale con telai jacquard, che  ne ha ridotto i costi, lo ha reso accessibile e diffuso in ogni casa.
Presenta decorazioni tessute, con effetto di lucido-opaco, ottenute con varie armature su fondo lucido, solitamente ad armatura raso. I disegni sono geometrici o floreali stilizzati. Il filato utilizzato, di titolo finissimo e di mano liscia e lucida, con la riduzione d'armatura molto fitta, concorre a formare un tessuto fine e delicato anche se compatto e resistente.
Anticamente era realizzato in lino, oggi in cotone mercerizzato o fibre sintetiche per i prodotti di minor pregio. In origine bianco, ora viene fatto in colori pastello, più raramente in colori brillanti, per adattarlo alle esigenze della moda.
È per eccellenza il tessuto usato per la confezione di tovaglie eleganti. Oggi viene prodotto anche nella versione antimacchia con un finissaggio al silicone, trattamento che non permette ai liquidi di penetrare nelle fibre, però irrigidisce la tovaglia dandole un aspetto plastificato.
Si utilizza per biancheria da letto o bagno (asciugamani), in arredamento per tendaggi o coperture e nell'abbigliamento femminile per camicette.